# Pont-pipeline

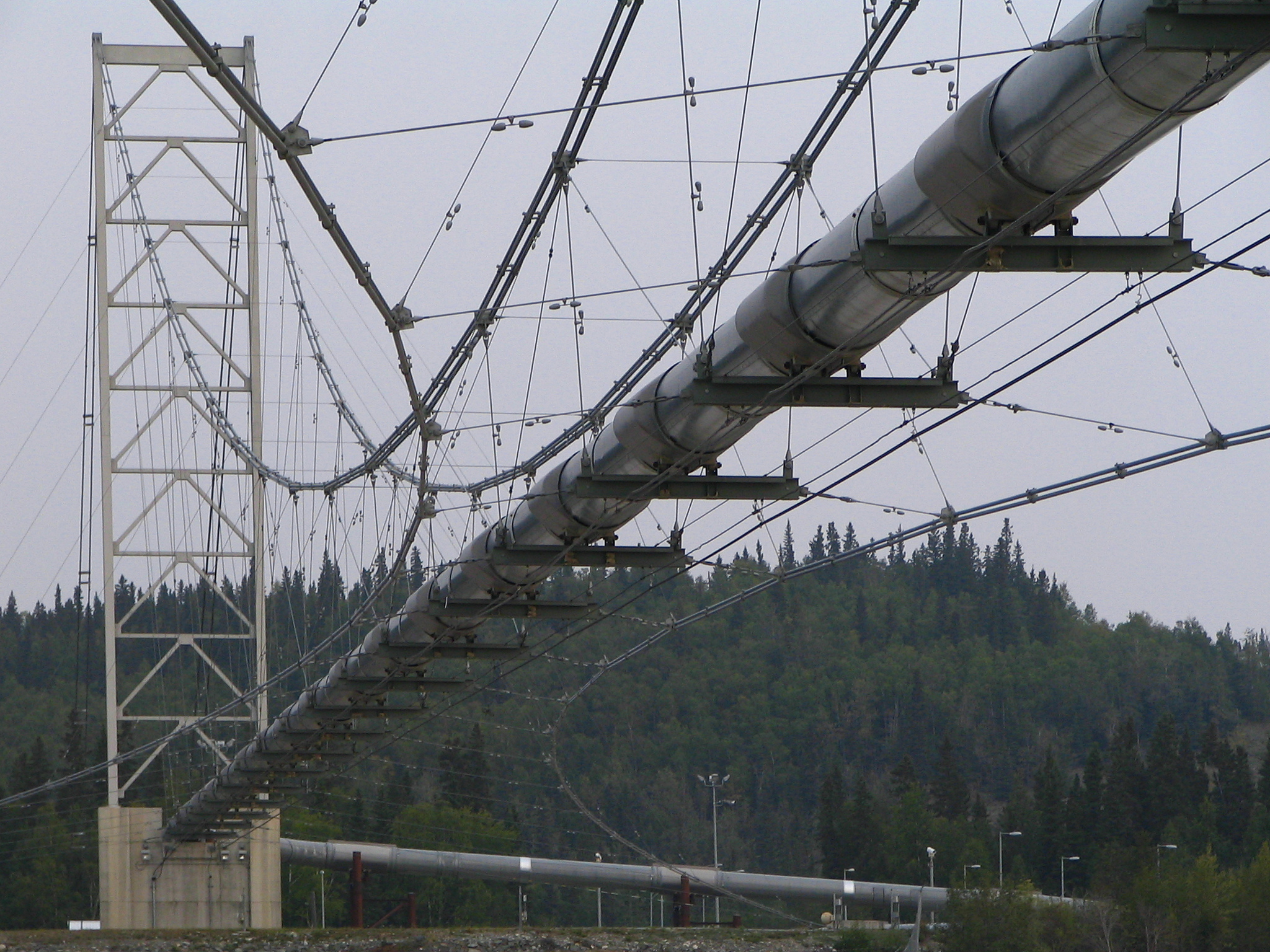
Un pont-pipeline supportant le pipeline Trans-Alaska.

Un pont-pipeline est un pont permettant de faire passer un pipeline au-dessus d'une rivière ou d'un autre obstacle. Les ponts pour pipelines destinés au transport de liquides et de gaz ne sont généralement construits que lorsqu'il n'est pas possible de faire passer le pipeline sur un pont conventionnel ou sous une rivière. Cependant, comme il est plus courant de faire passer les canalisations des systèmes de chauffage centralisés en hauteur, pour cette application, même les petits ponts de canalisations sont courants.

## Description
Les ponts-pipelines peuvent être fabriqués en acier, en polymère renforcé de fibres, en béton armé ou en matériaux similaires. Leur taille et leur style peuvent varier en fonction de la taille du pipeline à parcourir. Comme il y a normalement un débit constant dans les canalisations, elles peuvent être conçues comme des ponts suspendus. Les pipelines peuvent également être ajoutés à un pont existant. Un pont-pipeline peut être équipé d'une passerelle à des fins d'entretien, mais, pour des raisons de sécurité, la passerelle n'est généralement pas accessible au public.

## Records
L'un des ponts-pipeline les plus longs du monde, construit en 1970, mesure 1 040 mètres de long et traverse la rivière Fuji dans la préfecture de Shizuoka au Japon. Le plus haut, culminant à 393 m, est le pont pipeline de Hegigio Gorge (en) en Papouasie-Nouvelle-Guinée.